# Pacific Construction Group
Die China Pacific Construction Group (CPCG) ist ein chinesischer Baukonzern mit Sitz in Nanjing. Die CPCG wurde 1995 von Yan Jiehe gegründet. Das Unternehmen belegte 2017 auf der Fortune Global 500-Liste der umsatzstärksten Unternehmen der Welt den 89. Rang.
Der Hauptfokus der Geschäftstätigkeit liegt auf der baulichen Durchführung von Infrastrukturprojekten. Hierzu zählen der Bau von Straßen, Brücken, Hafen- und Industrieanlagen. CPCG tritt als Kontraktor für öffentliche Stadtentwicklungsprojekte auf und war nach eigenen Angaben bereits am Bau von über 1000 Planstädten beteiligt.